# Leichtathletik-Weltmeisterschaften 2009/Teilnehmer (Mauritius)
| Gelbes Symbol für Goldmedaillen mit stilisierten Olympischen Ringen | Graues Symbol für Silbermedaillen mit stilisierten Olympischen Ringen | Braundes Symbol für Bronzemedaillen mit stilisierten Olympischen Ringen |
| ------------------------------------------------------------------- | --------------------------------------------------------------------- | ----------------------------------------------------------------------- |
| —                                                                   | —                                                                     | —                                                                       |

Der mauritische Leichtathletik-Verband stellte drei Athleten bei den Leichtathletik-Weltmeisterschaften 2009 in Berlin.

## Ergebnisse

### Männer

#### Laufdisziplinen
| Athlet           | Disziplin | Vorlauf | Vorlauf | Viertelfinale | Viertelfinale | Halbfinale         | Halbfinale         | Finale             | Finale             |
| Athlet           | Disziplin | Zeit    | Platz   | Zeit          | Platz         | Zeit               | Platz              | Zeit               | Platz              |
| ---------------- | --------- | ------- | ------- | ------------- | ------------- | ------------------ | ------------------ | ------------------ | ------------------ |
| Stéphan Buckland | 200 m     | 21,00 s | 32      | 21,33 s       | 29            | nicht qualifiziert | nicht qualifiziert | nicht qualifiziert | nicht qualifiziert |
| Éric Milazar     | 400 m     | 46,39 s | 31      |               |               | nicht qualifiziert | nicht qualifiziert | nicht qualifiziert | nicht qualifiziert |

### Frauen

#### Laufdisziplinen
| Athletin         | Disziplin | Vorlauf        | Vorlauf | Halbfinale         | Halbfinale         | Finale             | Finale             |
| Athletin         | Disziplin | Zeit           | Platz   | Zeit               | Platz              | Zeit               | Platz              |
| ---------------- | --------- | -------------- | ------- | ------------------ | ------------------ | ------------------ | ------------------ |
| Annabelle Lascar | 800 m     | 2:06,53 min SB | 34      | nicht qualifiziert | nicht qualifiziert | nicht qualifiziert | nicht qualifiziert |